# Ceromya apicipunctata
Ceromya apicipunctata är en tvåvingeart som först beskrevs av Malloch 1926.  Ceromya apicipunctata ingår i släktet Ceromya och familjen parasitflugor. Inga underarter finns listade i Catalogue of Life.